# Geir Digerud
Geir Digerud (Oslo, 19 giugno 1956) è un ex ciclista su strada norvegese.
Professionista del 1980 al 1986, fu tre volte campione norvegese in linea. 

## Carriera
Ha ottenuto numerosi piazzamenti nelle corse a cronometro; dopo il ritiro ha aperto un negozio di biciclette.

## Palmarès
- 1977

Campionati norvegesi di ciclismo su strada
- 1978

Campionati norvegesi di ciclismo su strada
- 1979

Campionati norvegesi di ciclismo su strada

## Piazzamenti

### Grandi Giri
- Giro d'Italia

1981: ritirato

### Classiche monumento
- Milano-Sanremo

1982: 73º
- Giro di Lombardia

1981: 12°